# Santpedor

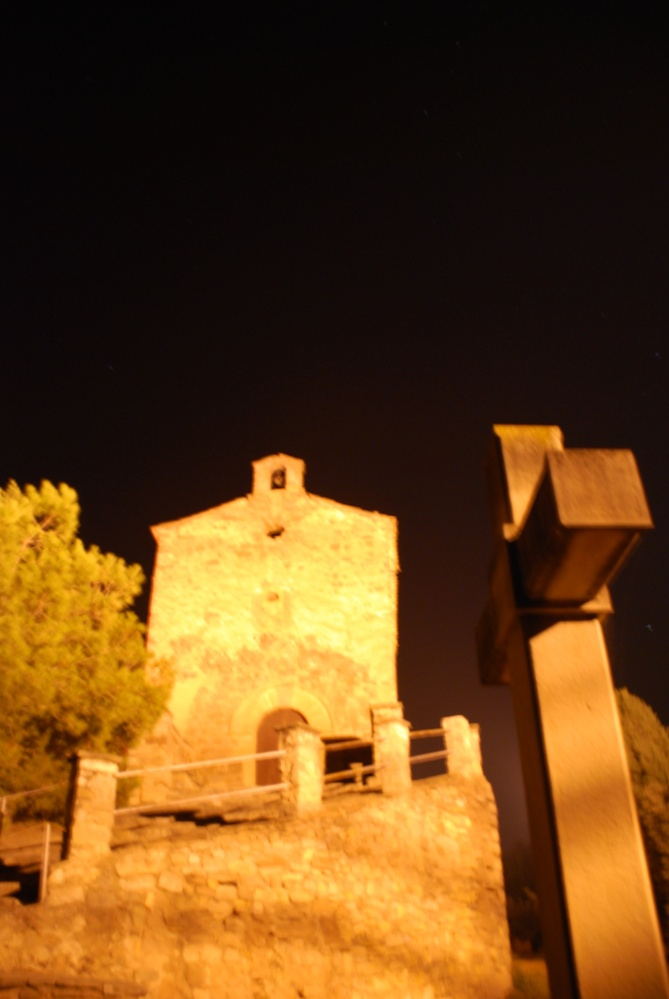
Die Einsiedelei von San Francisco de Sampedor

Santpedor (andere Schreibweise: Sampedor, katalanische Aussprache: [ˌsampəˈðɔ]) ist eine spanische Gemeinde und Stadt der Comarca Bages in der Provinz Barcelona, Katalonien. Santpedor befindet sich 73 Kilometer
nordwestlich von Barcelona im flacheren Teil der Comarca Bages. Der Ort zählte 7.716 Einwohnern (Stand: 2024).
Die wichtigste wirtschaftliche Grundlage ist die Landwirtschaft. Es gibt einige Industriebetriebe, eine Industriezone ist in der Entwicklung. Zu den Sehenswürdigkeiten gehören die romanisch-gotische Kirche von Sant Pere d'Or und die Eremitage von Sant Francesc.
Bekanntester Sohn von Santpedor ist Pep Guardiola, ehemaliger Fußballspieler und -trainer vom FC Barcelona sowie seit dem 1. Juli 2016 Trainer von Manchester City. Im Ort gibt es einen modernen Fußballplatz, der nach ihm benannt ist und auf dem der Club de Futbol Santpedor trainiert und seine Spiele austrägt.
Sandra Sangiao, Stimme und Seele des Barcelona Gipsy balKan Orchestra (BGKO) ist hier geboren.
Das Hauptfest des Ortes wird am zweiten Sonntag im Juni gefeiert und dauert drei Tage. Früher gedachte man an diesem Tag der Dornenkrone Jesu, der Fiesta de las Santas Espinas.
Wenige Schritte südlich der Gemeinde liegt das Wasserschutzgebiet Aiguamolls de la Bòbila, ein Ökosystem mit typischer Vegetation und Fauna von Feuchtgebieten. Sie hat insgesamt eine Fläche von acht Hektar. Die Existenz dieses Feuchtgebietes hat ihren Ursprung in der Gewinnung von Ton, der von einer alten Ziegelei genutzt wurde. Beim Senken der Landoberfläche wurde so das Grundwasser an die Oberfläche gebracht. Seit 1994 existiert das Naturschutzgebiet mit einer großen Vielfalt an Pflanzen- und Tierarten.